# Toulouse Football Club (femminile)
Il Toulouse Football Club, abbreviato in Toulouse FC e noto in Italia come Tolosa, è una squadra di calcio femminile francese, sezione femminile dell'omonima società con sede a Tolosa.
Fondato nel 1980 come Toulouse Olympique Aérospatial Club, abbreviato in Toulouse OAC, ha assunto il nome Toulouse Football Club nel 2001. Gioca le partite casalinghe nello Stade de la Ramée. I colori sociali sono il bianco e il violetto.
Con quattro titoli nazionali ed una Coppa è tra le squadre femminili più titolate di Francia, mentre a livello internazionale annovera due partecipazioni alla UEFA Women's Cup, alle edizioni 2001-2002, dove arrivò alle semifinali, e 2002-2003 (quarti).
Al termine della stagione 2014-2015 la squadra ha raggiunto la quinta posizione nel Gruppo C della Division 2 Féminine, secondo livello del campionato francese femminile di calcio. Rimasto in D2 fino alla stagione 2019-2020, dalla successiva è retrocesso in Régional 1 (terzo livello), per poi tornare al secondo livello del campionato nazionale di categoria.

## Palmarès

### Competizioni nazionali
- Campionato francese: 4

1998-1999, 1999-2000, 2000-2001, 2001-2002
- Coppa di Francia: 1

2001-2002
- Campionato francese di seconda divisione femminile: 2

1993-1994, 2011-2012

### Altri piazzamenti
- UEFA Women's Champions League:

Semifinalista: 2001-2002